# Gorski lovor
Gorski lovor (širokolisna kalmija, lat. Kalmia latifolia), ljekoviti vazdazeleni grm iz porodice vrjesovki. Domovina mu je Sjeverna Amerika, i to države Alabama, Kentucky, Tennessee i Vermont.
Biljka je otrovna (grajanotoksin, arbutin) za koze, konje, goveda, jelene i ljude.
- K. latifolia
- K. latifolia
- K. latifolia
- K. latifolia

## Vanjske poveznice
|  | Zajednički poslužitelj ima još gradiva o temi Kalmia latifolia |
|  | Wikivrste imaju podatke o taksonu Kalmia latifolia             |